# 北口湖
北口湖是一个位于中国江西省余干县的湖泊，面积约为4.8平方千米，平均水深约为3米。